# Biophonteatern

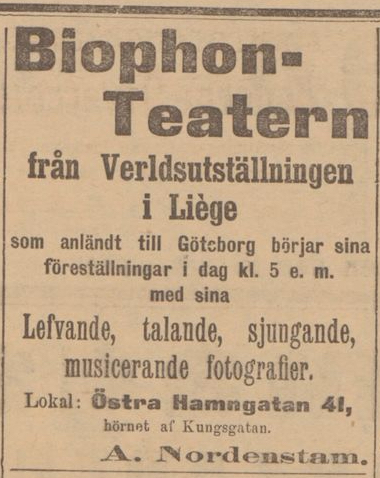
Annons i Göteborgs-Posten 1905-09-16

Biophonteatern var en biograf på Östra Hamngatan 41 i Göteborg, som öppnade 16 september 1905 av Alfred Nordenstam. Stängningsdatum är osäkert, men skedde troligen på våren 1906 då lokalen annonserades för uthyrning den 6 mars samma år.